# Distrito de Nalgonda
Nalgonda (en telugú; నల్లగొండ) es un distrito de India en el estado de Telangana. Código ISO: IN.AP.NA.
Comprende una superficie de 14 240 km².
El centro administrativo es la ciudad de Nalgonda.

## Demografía
Según censo 2011 contaba con una población total de 3 483 648 habitantes.